# Retábulo de Dona María de Aragão (El Greco)
O Retábulo de Dona María de Aragão foi um retábulo pintado entre 1596 e 1599 por El Greco para a capela do Colégio de la Encarnación (também conhecido como Colégio de Doña María de Aragón) em Madrid. O colégio foi secularizado durante a vida de Goya e o retábulo foi desmantelado. Muito se especulou sobre quais pinturas pertenciam à obra. A visão consensual é que consistia em seis grandes telas e uma sétima, agora perdida. Cinco dessas seis telas estão agora no Museu do Prado e a sexta está no Museu Nacional de Arte da Romênia, em Bucareste.

## Composição
| Reconstrução teórica do retábulo | Reconstrução teórica do retábulo | Reconstrução teórica do retábulo | Reconstrução teórica do retábulo |
| -------------------------------- | -------------------------------- | -------------------------------- | -------------------------------- |
|                                  |                                  |                                  |                                  |
|                                  |                                  |                                  |                                  |